# Bartlett, Kansas
Bartlett là một thành phố thuộc quận Labette, tiểu bang Kansas, Hoa Kỳ. Năm 2010, dân số của xã này là 80 người.

## Dân số
Dân số các năm:
- Năm 2000: 124 người
- Năm 2010: 80 người